# Scheggerott
Scheggerott település Németországban, Schleswig-Holstein tartományban. Lakosainak száma 340 fő (2023. december 31.). Scheggerott Esgrus, Oersberg, Rabenkirchen-Faulück, Dollrottfeld, Wagersrott, Saustrup, Rügge és Süderbrarup községekkel határos.

## Népesség
A település népességének változása:
| Lakosok száma | 243  | 361  | 366  | 373  | 363  | 352  | 340  |
|               | 1975 | 2014 | 2017 | 2019 | 2021 | 2022 | 2023 |